# Jüdischer Friedhof (Mariánské Lázně)

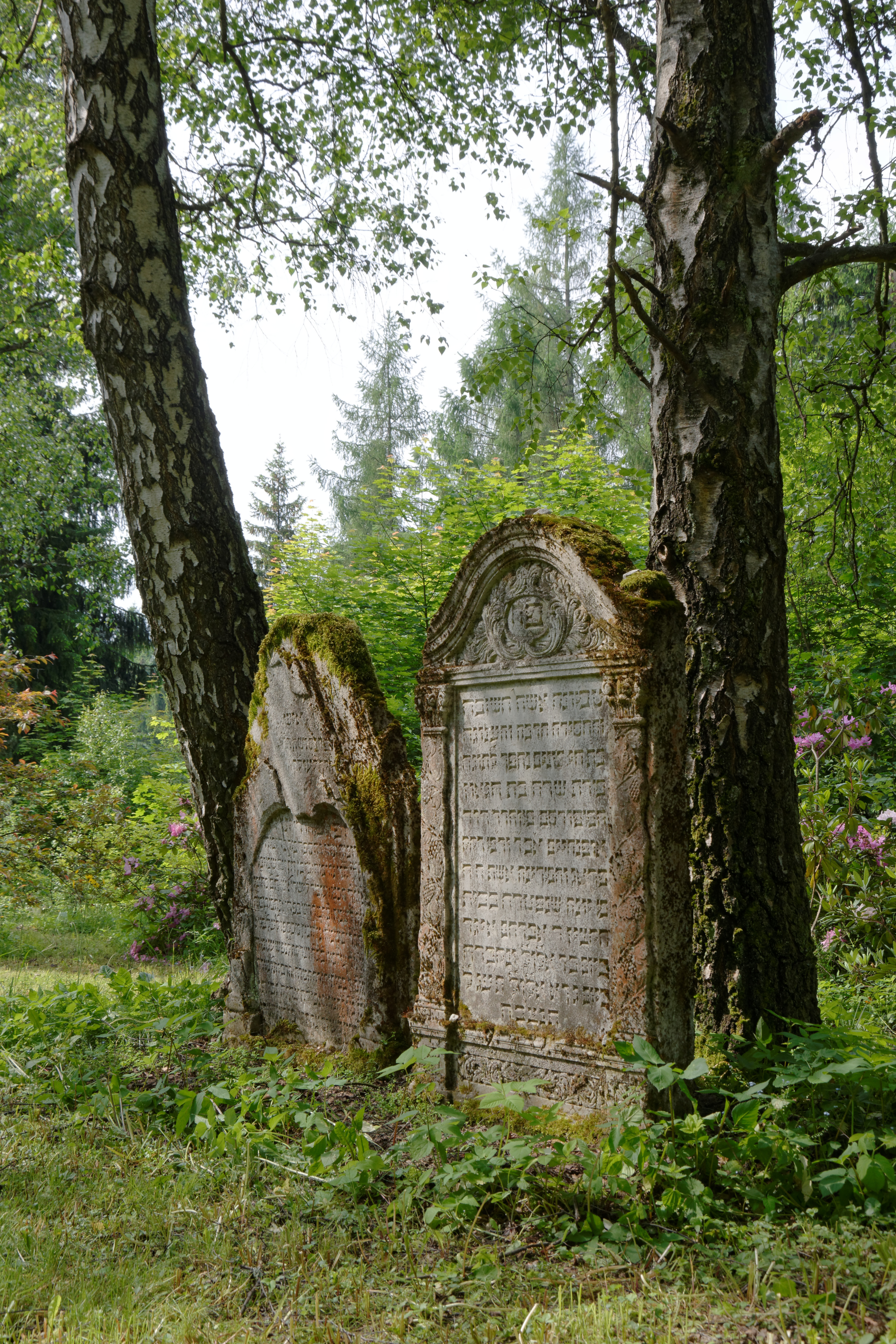
Grabsteine auf dem jüdischen Friedhof in Marienbad

Der Jüdische Friedhof in Mariánské Lázně (deutsch Marienbad), einer Stadt im Okres Cheb in Tschechien, wurde 1875 an der Straße nach Velká Hleďsebe angelegt. Auf dem jüdischen Friedhof mit einer Fläche von 3780 Quadratmetern sind noch Grabsteine erhalten.
Zuvor wurden die verstorbenen jüdischen Bürger auf den jüdischen Friedhöfen der Umgebung beigesetzt. Vor 1930 wurde der Friedhof der Jüdischen Gemeinde Marienbad vergrößert. 
Während der Novemberpogrome 1938 wurde der jüdische Friedhof von Nationalsozialisten demoliert. Danach wurden fast alle Grabsteine beseitigt. 
In der zweiten Hälfte des 20. Jahrhunderts wurden zwei historische Grabsteine vom jüdischen Friedhof in Bad Königswart und einige Dutzend Grabsteine vom Jüdischen Friedhof in Tachau hierher gebracht.

## Bestattete Persönlichkeiten
- Enoch Heinrich Kisch (1841–1918), Begründer des Forschungsinstituts für Balneologie in Marienbad
- Theodor Lessing (1872–1933), Philosoph, Schriftsteller und Publizist, der am 30. August 1933 in Marienbad ermordet wurde